# Обручников Борис Павлович
Обручников Борис Павлович (1905 , Сизрань, Симбірська губернія  — 19 серпня 1988 , Москва ) — один з керівників радянських органів державної безпеки, генерал-лейтенант (09.07.1945).

## Ранні роки
Народився в сім'ї коваля.
У вересні 1913 — червні 1916 навчався в парафіяльній школі в Сизрані, потім до 14 років жив на утриманні батька. Трудову біографію розпочав у серпні 1919 робочим-візником артилерійського складу № 22, з січня 1921 року — ремонтний робочий залізничної станції Сизрань, з липня 1921 жив на утриманні брата-робітника, з лютого 1922 працював на державному млині № 75: учень мукомола, мастильник-слюсар, з 1925 голова профкому.
Член ВКП(б) з січня 1926, з лютого 1927 — секретар осередку ВКП(б). У вересні 1927 призваний на військову службу, служив на флоті.
У РСЧФ з 1927 року. Курсант-червонофлотець машинної школи, Кронштадт, в серпні 1928 був поранений, перебував на лікуванні в госпіталі. У жовтні 1928 року демобілізований.
Після демобілізації повернувся в Сизрань, був інструктором окружної профради, з липня 1929 року — заступник завідувача відділу кадрів окружкому ВКП(б), голова окружної профспілки металістів, з червня 1930 секретар парткому ВКП(б) при державному млині № 75, секретар міськради, з 1931 завідувач відділом кадрів, з червня 1932 організаційним відділом міськкому ВКП(б). З серпня 1933 — Заступник секретаря Самарського крайвиконкому, з лютого 1934 — 2-й секретар Середньоволзького крайкому ВЛКСМ, з 1935 відповідальний інструктор Середньоволзького крайкому ВКП(б).

## В органах держбезпеки
В органах держбезпеки з липня 1936. Обіймав посади:
- Помічник начальника 7-го відділення ОВ ГУГБ НКВС СРСР (7 липня — 25 грудня 1936 г.);
- Помічник начальника 7-го відділення 5-го відділу (особливого) ГУДБ НКВС СРСР (25 грудня 1936 — 23 квітня 1937)
- Заступник начальника 4-го відділення 3-го (контррозвідувального) відділу ГУДБ НКВС СРСР (23 квітня — 21 жовтня 1937);
- Заступник начальника 5-го відділення 3-го відділу ГУДБ НКВС СРСР (21 жовтня 1937 — квітня 1938);
- Начальник 6-го відділення 7-го відділу 1-го Управління (держбезпеки) НКВД (квітень — жовтень 1938);
- Начальник 6-го відділення 2-го відділу ГЕУ НКВС (жовтень 1938 — 1 серпня 1939);
- Заступник начальника 5-го відділу (торгівля, кооперація, фінанси) ГЕУ НКВС (1 серпня 1939 — 26 лютого 1941);
- Заступник наркома — міністра внутрішніх справ СРСР з кадрів — начальник відділу (з 29 січня 1947 — Управління) кадрів (25 лютого 1941 — 5 липня 1952)
- Заступник міністра держбезпеки СРСР (5 липня 1952 — 11 березня 1953)
- Начальник Управління кадрів МВС СРСР (12 березня — 3 липня 1953)

З 3 липня 1953 перебував у розпорядженні, з 25 листопада 1953 — у резерві Управління кадрів МВС СРСР. 29 січня 1954 виключений з партії парторганізацією КК МВС СРСР «за грубе порушення встановленого партією принципу підбору кадрів». 5 березня 1954 звільнений з МВС «за фактами дискредитації».
З 1954 працював заступником директора технікуму, потім вільнонайманий ГУГСК МВС СРСР. З 1956 — На пенсії. Проживав у Москві.

## Звання
- Лейтенант ГБ (22 грудня 1936)
- Старший лейтенант ГБ (5 листопада 1937)
- Капітан ГБ (14 березня 1940)
- Старший майор ГБ (9 липня 1941, минаючи звання майора ГБ);
- Комісар державної безпеки 3-го рангу (14 лютого 1943)
- Генерал-лейтенант (9 липня 1945)

Постановою РМ СРСР № 9-4сс від 3 січня 1955 позбавлений звання («дискредитував себе за час роботи в органах держбезпеки і недостойний у зв'язку з цим високого звання генерала»).